# Qleiat
Kleiat (arabe : قليعات ) est un village libanais situé dans la caza du Kesrouan au Mont-Liban au Liban. La population est presque exclusivement chrétienne de rite Maronite.